# Нова-Лима
Нова-Лима (порт. Nova Lima) — муниципалитет в Бразилии, входит в штат Минас-Жерайс. Составная часть мезорегиона Агломерация Белу-Оризонти. Входит в экономико-статистический микрорегион Белу-Оризонти. Население составляет 73 247 человек на 2006 год. Занимает площадь 428,449 км². Плотность населения — 171,0 чел./км².

## История
Муниципалитет основан 5 февраля 1891 года.

## Статистика
- Валовой внутренний продукт на 2003 год составлял 1 057 686 219,00 реалов (данные: Бразильский институт географии и статистики).
- Валовой внутренний продукт на душу населения на 2003 год составлял 15 288,02 реалов (данные: Бразильский институт географии и статистики).
- Индекс развития человеческого потенциала на 2000 год составлял 0,821 (данные: Программа развития ООН).

## География
Климат местности — горный тропический.